# Wiek Nowy

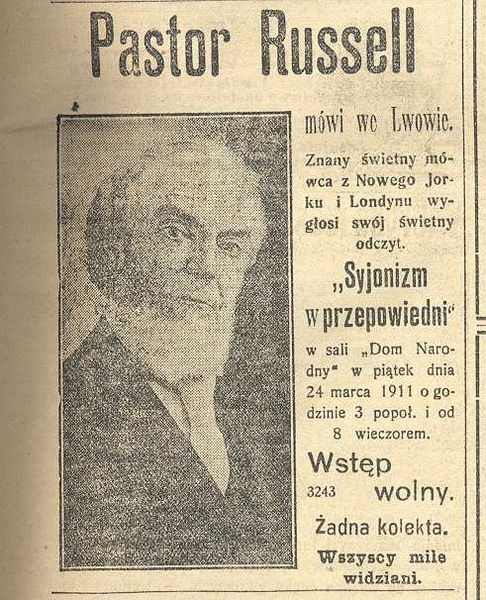
Частина сторінки газети Wiek Nowy 1911 року

Wiek Nowy (пол. Нове століття, Новий вік) — львівська польськомовна газета, виходила впродовж 1901—1939 років.
Спочатку була органом галицьких демократів, а від початку 1911 — орган Польської прогресивної партії. Після 1918 — популярна міщанська ілюстрована газета, не пов'язана з жодною партією.
Відповідальний редактор Й. Кшиштофович, редактор Б. Ласковніцький.
Наклад коливався від кількох тисяч до 35 тисяч примірників.
Виходила у видавничій спілці «Wiek Nowy», від 1930 — «Prasa Nowa».
У 1926—1939 роках виходив тижневий додаток «Kronika Ilustrowana „Wieku Nowego“».